# Evgenij Pavlovič Leonov
Evgenij Pavlovič Leonov (in russo Евгений Павлович Леонов?; Mosca, 2 settembre 1926 – Mosca, 29 gennaio 1994) è stato un attore sovietico, artista del popolo dell'Unione Sovietica nel 1978.

## Biografia
Lavorò nel cinema venendo diretto soprattutto dal regista Georgij Danelija, a partire da Un ragazzo perduto - Le avventure di Huckleberry Finn (1973). Fu attivo anche in teatro.
Morì nel 1994 per embolia polmonare. Ai suoi funerali presero parte oltre mezzo milione di persone, gente comune venuta a rendergli omaggio nonostante la temperatura particolarmente rigida. 

## Filmografia parziale
- Gori, gori, moja zvezda, regia di Aleksandr Mitta (1969)
- Vinni-Puch, regia di Fëdor Chitruk (1969)
- Belorusskij vokzal, regia di Andrej Smirnov (1970)
- Vinni-Puch idët v gosti, regia di Fëdor Chitruk (1971)
- Džentl'meny udači, regia di Aleksandr Seryj (1971)
- Vinni-Puch i den' zabot, regia di Fëdor Chitruk (1972)
- Un ragazzo perduto - Le avventure di Huckleberry Finn, regia di Georgij Danelija (1973)
- Afonja, regia di Georgij Danelija (1975)
- Mimino, regia di Georgij Danelija  (1977)
- Slëzy kapali, regia di Georgij Danelija (1983)
- Kin-dza-dza!, regia di Georgij Danelija (1986)